# 桂龄薹草
桂龄薹草（学名：Carex chuiana），为莎草科薹草属下的一个植物种。分布在中国大陆的云南西北部、四川西南部等地，常生于高山灌丛中、草甸、高山松以及常绿阔叶林下，目前尚未由人工引种栽培。